# Diego Hurtado de Mendoza y Suárez de Figueroa
Pour les articles homonymes, voir Diego Hurtado de Mendoza.
Diego Hurtado de Mendoza y Suárez de Figueroa, né a Guadalajara (Castille) le 25 septembre 1417 et mort à Manzanares el Real le 25 janvier 1479, est un noble et homme politique castillan, seigneur de la maison de Mendoza et de la Vega, intitulé I duc del Infantado, II marquis de Santillana, II comte de Real de Manzanares et IV seigneur de Hita et Buitrago, des confréries d'Álava et des vallées des Asturies de Santillana.